# Luigi Tezza
Luigi Tezza (1 de novembro de 1841 - 26 de setembro de 1923) foi um padre católico romano italiano e membro professo dos Camilianos. Ele estabeleceu as Filhas de São Camilo e é conhecido como o Apóstolo de Lima. Foi ordenado em 1864 e passou a servir os doentes e os pobres no Peru, onde administrou. A nova congregação religiosa de Tezza foi estabelecida com o único objetivo de assistência aos doentes que seguiu o exemplo da ordem camiliana como um ramo dela.
Em 4 de novembro de 2001 foi beatificado como confirmação de seu status popular como figura peruana e também por sua fama de santidade.

## Vida
Luigi Tezza nasceu em 1 de novembro de 1841 em Treviso como o único filho de Augustine Tezza (falecido em 1850) e Catherine Nedwiedt (falecido em 1880). Após a morte de seu pai em 1850, ele e sua mãe se mudaram para Verona. Aos 15 anos ingressou como postulante na ordem camiliana de Verona. Sua mãe mais tarde tornou-se freira.
Sob a orientação do padre Luigi Artini, fez sua primeira profissão religiosa em 8 de dezembro de 1858. Ele foi ordenado sacerdote em 21 de maio de 1864 sob o bispo de Verona Luigi Di Canossa e viajou para Roma como mestre de noviços. Tezza desejava juntar-se aos missionários na África, mas isso lhe foi negado. Mais tarde, ele passou mais de três décadas na França depois de ser enviado para lá em 10 de agosto de 1871, onde se tornou o superior de uma pequena casa onde trabalhou para estabelecer outras casas e centros para os pobres e doentes. Tezza - para esse fim - também formou uma província camiliana na França. Devido ao conflito entre o Estado e a Igreja em 1880 foi expulso por ser clerical e por ser estrangeiro. Apesar disso, ele retornou à França disfarçado para continuar seu trabalho com os doentes.
Em 1889, em Roma, foi escolhido como Vigário e Procurador Geral de sua ordem, onde iniciou um projeto para um ramo feminino da ordem camiliana. Ele lançou as bases para tal estabelecimento com Giuseppina Vannini - futura Beata - que conheceu em 17 de dezembro de 1891. Com a ajuda dela, Tezza fundou em 2 de fevereiro de 1892 as Filhas de São Camilo e ele mesmo redigiu os estatutos da nova ordem. Começou com cerca de 50 mulheres e se expandiu em ritmo acelerado. A ordem deveria receber a aprovação papal do Papa Pio XI em 1931.
A ordem camiliana logo enfrentou crise no Peru e Tezza embarcou para o Peru em 3 de maio de 1900; chegou lá em junho de 1900 com o padre Ângelo Ferroni para atender à situação. No entanto, antes de partir, o arcebispo de Lima Manuel Tovar y Chamorro pediu que ele permanecesse um pouco mais - ele permaneceria no Peru pelo resto de sua vida. Tezza dedicou-se a um intenso apostolado de cuidar dos doentes e dos pobres nos hospitais e lares, bem como nas prisões. Serviu como confessor e diretor espiritual em várias congregações religiosas. Ele também ajudou Teresa Candamo Álvarez-Calderón - futura Venerável - a superar suas dificuldades iniciais com sua nova ordem.
Tezza morreu em Lima em 26 de setembro de 1923 e foi lamentado em todo o Peru; logo ficou conhecido como o "Apóstolo de Lima". Ele foi enterrado no Generalato de sua ordem em Roma. O cardeal Lorenzo Lauri descreveu Tezza como "o sacerdote mais santo da diocese de Lima".

## Beatificação
O processo de beatificação começou em duas frentes em Roma e em Lima. O primeiro processo começou em 21 de novembro de 1959 sob o papa João XXIII - onde recebeu o título de Servo de Deus - e concluiu seus trabalhos em 13 de janeiro de 1964. Isso ocorreu apesar do fato de que a causa não recebeu uma introdução formal a pedido da Congregação para as Causas dos Santos até 15 de janeiro de 1999. No entanto, foi realizado um segundo processo que durou de 16 de abril de 1999 até 13 de julho de 1999. Ambos os processos foram homologados em 8 de outubro de 1999 para dar prosseguimento à causa; a Positio foi então enviada a Roma para avaliação em 2000.
O Papa João Paulo II proclamou Tezza Venerável em 24 de abril de 2001 depois de ter reconhecido que tinha vivido uma vida cristã modelo de virtude heroica.
O milagre atribuído à sua intercessão foi investigado durante uma semana, de 15 de maio de 1997 a 23 de maio de 1997; viu o acúmulo de documentação e testemunhos para atestar uma cura milagrosa. O processo foi ratificado em 8 de outubro de 1999 e enviado a Roma para investigação. João Paulo II o aprovou em 7 de junho de 2001 e beatificou Tezza em 4 de novembro de 2001.